# Tim Salditt
Tim Salditt (* 19. Dezember 1965 in Neuwied) ist ein deutscher Physiker.

## Leben
Tim Salditt studierte von 1987 bis 1993 Physik an der Ludwig-Maximilians-Universität München (LMU) und der Universität Joseph Fourier Grenoble I. Mit einer Doktorarbeit zum Thema Diffuse Röntgenstreuung an rauhen Grenzflächen wurde er 1995 bei Johann Peisl in München promoviert.
Im Anschluss an die Promotion verbrachte er bis 1997 einen Aufenthalt als Postdoktorand in den USA bei Cyrus Safinya an der University of California, Santa Barbara.
Im Jahr 2000 habilitierte er sich an der Sektion Physik der LMU und wurde in demselben Jahr Professor für Experimentalphysik an der Universität des Saarlandes in Saarbrücken. Seit 2002 ist er Professor an der Universität Göttingen. Von 2017 bis 2019 war er dort Dekan der Fakultät Physik.

## Arbeiten
Salditts Forschungsgebiete sind die Strukturanalyse weicher Materie und nicht-kristalliner Materialien, die Selbstassemblierung und kollektive Dynamik von Biomolekülen, die Biophysik von Membranen, zudem Methoden zur Untersuchung dieser Systeme, darunter Röntgenstreuung, kohärente Röntgenoptik, insbesondere Wellenleiter für harte Röntgenstrahlung, sowie Ptychografie und linsenlose Röntgenmikroskopie.

## Ehrungen und Mitgliedschaften
- 1995: Ernst-Eckhard-Koch-Preis des Freundeskreises BESSY (heute Freundeskreis Helmholtz-Zentrum Berlin e. V.)[6]
- Seit 2011: Mitglied der Akademie der Wissenschaften zu Göttingen[1]

## Publikationen
Die Literatur- und Zitationsdatenbank Web of Science weist Tim Salditt als Autor oder Mitautor von über 350 wissenschaftlichen Fachartikeln mit einem h-Index von 49 aus.

### Buch
- Tim Salditt, Timo Aspelmeier, Sebastian Aeffner: Biomedical Imaging: Principles of Radiography, Tomography and Medical Physics. De Gruyter, 2017, ISBN 978-3-11-042668-7 (englisch, 336 S.).

### Fachartikel (Auswahl)
1. ↑  
Joachim O. Rädler, Ilya Koltover, Tim Salditt, Cyrus R. Safinya: Structure of DNA-cationic liposome complexes: DNA intercalation in multilamellar membranes in distinct interhelical packing regimes. In: Science. Band 275, Nr. 5301, 1997, S. 810–814 (sciencemag.org).
2. ↑  
Tim Salditt, Ilya Koltover, Joachim O. Rädler, Cyrus R. Safinya: Two-dimensional smectic ordering of linear DNA chains in self-assembled DNA-cationic liposome mixtures. In: Physical Review Letters. Band 79, Nr. 13, 1997, S. 2582–2585, doi:10.1103/PhysRevLett.79.2582.
3. ↑  
Ilya Koltover, Tim Salditt, Joachim O. Rädler, Cyrus R. Safinya: An inverted hexagonal phase of cationic liposome-DNA complexes related to DNA release and delivery. In: Science. Band 281, Nr. 5373, 1998, S. 78–81 (sciencemag.org).
4. ↑  
Ulrike Mennicke, Tim Salditt: Preparation of solid-supported lipid bilayers by spin-coating. In: Langmuir. Band 18, Nr. 21, 2002, S. 8172–8177, doi:10.1021/la025863f.
5. ↑  
T. Salditt, T. H. Metzger, J. Peisl: Kinetic roughness of amorphous multilayers studied by diffuse X-ray scattering. In: Physical Review Letters. Band 73, Nr. 16, 1994, S. 2228, doi:10.1103/PhysRevLett.73.2228.
6. ↑  
M. Rauscher, T. Salditt, H. Spohn: Small-angle x-ray scattering under grazing incidence: The cross section in the distorted-wave Born approximation. In: Physical Review B. Band 52, Nr. 23, 1995, S. 16855–16863, doi:10.1103/PhysRevB.52.16855.
7. ↑  
Franz Pfeiffer, Christian David, Manfred Burghammer, Christian Riekel, Tim Salditt: Two-dimensional x-ray waveguides and point sources. In: Science. Band 297, Nr. 5579, 2002, S. 230–234 (sciencemag.org).
8. ↑  
Klaus Giewekemeyer, Pierre Thibault, Sebastian Kalbfleisch, André Beerlink, Cameron M. Kewish, Martin Dierolf, Franz Pfeiffer, Tim Salditt: Quantitative biological imaging by ptychographic x-ray diffraction microscopy. In: Proceedings of the National Academy of Sciences. Band 107, Nr. 2, 2010, S. 529–534 (pnas.org).
9. ↑  
A. Schropp, P. Boye, J. M. Feldkamp, R. Hoppe, J. Patommel, D. Samberg, S. Stephan, K. Giewekemeyer, R. N. Wilke, T. Salditt, J. Gulden, A. P. Mancuso, I. A. Vartanyants, E. Weckert, S. Schöder, M. Burghammer, C. G. Schroer: Hard x-ray nanobeam characterization by coherent diffraction microscopy. In: Applied Physics Letters. Band 96, Nr. 9, 2010, 091102, doi:10.1063/1.3332591.
10. ↑  
R. N. Wilke, M. Priebe, M. Bartels, K. Giewekemeyer, A. Diaz, P. Karvinen, T. Salditt: Hard X-ray imaging of bacterial cells: nano-diffraction and ptychographic reconstruction. In: Optics Express. Band 20, Nr. 17, 2012, S. 19232–19254 (osapublishing.org).